# .biz
.biz este un domeniu de internet de nivel superior, pentru afaceri (GTLD).